# DeMarcus Cousins
DeMarcus Amir Cousins, ofta kallad "Boogie", född 13 augusti 1990 i Mobile, Alabama, är en amerikansk professionell basketspelare (center), som sedan 2019 spelar för Milwaukee Bucks i NBA. Cousins gick i skola vid University of Kentucky och spelade för Kentucky Wildcats. Han ingick i det amerikanska lag som vann OS-guld 2016.